# Стрици со ми поведали (ТВ серија)
„Стрици со ми поведали” је југословенска телевизијска серија снимљена 1983. године у продукцији ТВ Љубљана.

## Улоге
| Глумац           | Улога |
| ---------------- | ----- |
| Данило Бенедичич |       |
| Полде Бибич      |       |
| Звездана Млакар  |       |
| Милена Мухич     |       |
| Игор Самобор     |       |
| Берт Сотлар      |       |
| Јоже Закрајшек   |       |
| Стево Жигон      |       |

Комплетна ТВ екипа ▼
| Редитељ              | Франце Штиглиц |                                       |
| Сценариста           | Мишко Крањец   | (новела)                              |
| Сценариста           | Франце Штиглић | (писац)                               |
| Сценариста           | Бранко Шомен   | (писац)                               |
| Композитор           | Јани Голоб     |                                       |
| Директор фотографије | Вилко Филац    |                                       |
| Сценограф            | Мирко Липужић  | (1983—)                               |
| Уметнички одсек      | Душан Милавец  | асистент уметничког директора (1983—) |